# Супсидијарна заштита
Супсидијарна заштита је облик међународне заштите, допунски и алтернативан у односу на статус избеглице који је установљен Конвенцијом о статусу избеглица из 1951. године (Конвенција). Овај вид заштите није предвиђен Конвенцијом и формално је уведен Директивом Европске уније из 2004. године. Ова директива поставила је оквире за признавање и садржај статуса избеглице, као и статуса особа које имају право на супсидијарну заштиту унутар Европске уније. Супсидијарна заштита се пружа особама које не испуњавају услове за статус избеглице према Конвенцији о статусу избеглица, али постоје озбиљни разлози за веровање да би им се, ако би се вратили у своју државу порекла или преходног уобичајеног боравишта могла догодити озбиљна неравда.
Озбиљна неправда укључује ситуације као што су смртна казна или егзекуција, мучење или нехумано или понижавајуће поступање или кажњавање подносиоца захтева у земљи порекла. Такође, обухвата и озбиљне и индивидуалне претње животу или личној сигурности услед насиља у ситуацијама међународног или унутрашњег оружаног сукоба.
Особе којима је призната супсидијарна заштита обично имају право на боравак у земљи азила, приступ тржишту рада, здравствену заштиту, образовање, као и друга права слична онима која се пружају избеглицама. У многим државама, процедура за добијање супсидијарне заштите је слична процедури за добијање статуса избеглице, али су критеријуми за признавање заштите шири. Право на супсидијарну заштиту може се укинути ако се промене околности у земљи порекла које су биле основ за пружање заштите.

## Супсидијарна заштита у Републици Србији
Закон о азилу и привременој заштити поред права на уточиште прописује и право на супсидијарну заштиту. У складу са међународним стандардима, супсидијарна заштита одобрава се од стране Канцеларије за азил тражиоцу азила који не испуњава услове за одобрење права на уточиште ако постоје оправдани разлози који указују да ће се повратком у државу порекла или државу уобичајеног боравишта суочити са стварним ризиком од трпљења озбиљне неправде и није у могућности или због таквог ризика не жели да прихвати заштиту те државе.
Права особа којима је одобрена супсидијарна заштита истоветна су правима која су прописана особама којима је признато право на уточиште. Тако, ове особе имају право на боравак, смештај, здравствену заштиту, образовање, приступ тржишту рада, правну и социјалну помоћ, као и право на својину, слободу вероисповести, спајање породице и различите исправе које олакшавају интеграцију у друштво.
Супсидијарна заштита неће бити одобрена тражиоцу ако постоје озбиљни разлози за сумњу да је учествовао у извршењу злочина против мира, ратних злочина или злочина против човечности, како су дефинисани у међународним конвенцијама намењеним спречавању таквих злочина. Такође, заштита се неће одобрити уколико је особа починила тешко кривично дело или дело које је супротно циљевима и принципима Уједињених нација. Додатно, право на супсидијарну заштиту се неће одобрити особама које представљају опасност за националну безбедност или јавни поредак Републике Србије.

## Престанак супсидијарне заштите
Супсидијарна заштита може престати уколико околности које су биле основ за њено одобравање више не постоје или су се промениле до те мере да заштита више није потребна. Међутим, престанак заштите не важи за особе које одбијају да користе заштиту своје државе порекла због претходно доживљених озбиљних неправди. Пре доношења одлуке о престанку заштите, Канцеларија за азил обавештава лице о разлозима за престанак заштите и пружа прилику да се изјасни о релевантним чињеницама које би могле утицати на одлуку.